# Història d'Islàndia
La història d'Islàndia va començar amb l'assentament per part dels exploradors víkings i la gent que van esclavitzar de l'est, especialment Noruega i les illes britàniques, a finals del segle ix. Islàndia encara estava deshabitada molt després que la resta d'Europa occidental s'hagués establert. Els assentaments registrats es remunten convencionalment a l'any 874, tot i que les proves arqueològiques indiquen que els monjos gaèlics d'Irlanda s'havien assentat a Islàndia anteriorment.
És una història relativament curta en comparació amb la majoria de països europeus, ja que la presència humana a l'illa té el seu inici a finals del segle ix. També ho és des d'un punt de vista geològic, Islàndia és una illa jove que es formà fa aproximadament 20 milions d'anys després d'una sèrie d'erupcions volcàniques submarines en la dorsal mesoatlàntica. Les mostres de roca més antigues daten de fa ca. 16 milions d'anys.

## Descobriment i colonització
Islàndia, una illa situada entre Noruega i Groenlàndia, va romandre durant molt de temps com una de les illes sense població humana més grans del món. Ha estat considerada per alguns com la terra que el marí grec Piteas anomenà Thule, però la hipòtesi no es compleix en la descripció d'una terra poblada i abundant en llet, mel i fruita. Alguns investigadors no neguen la possibilitat d'un canvi climàtic, i consideren que el nom de la veïna Groenlàndia ("terra verda") podria indicar condicions més favorables en el passat.
En els anys 1904, 1923 i 1933 foren descobertes, a Islàndia, tres monedes romanes del segle iii, encunyades durant el govern dels emperadors Aurelià, Probe i Dioclecià. La teoria més acceptada és que foren portades fins allà en una època bastant posterior.
Per fonts literàries és sabut que Islàndia fou visitada, per primer cop, per monjos irlandesos (segle viii), que foren expulsats per pobles vikings a finals del segle ix. Tot i això, no s'han trobat vestigis arqueològics d'assentaments irlandesos. El geògraf irlandès Diculi menciona en el seu llibre De mensura Orbis terrae (ca. 825) un país de nom Thule, amb el que podria referir-se tant a Islàndia com al nord de Noruega, on la foscor regna durant l'hivern, però a l'estiu la llum és tan forta que arranca els colors de la roba.
L'historiador irlandès Are Torgilsson Frode va escriure en l'Islendigabók (principis del segle xiii) que els primers colons noruecs van trobar petites campanes que havien estat utilitzades pels monjos irlandesos, però no hi ha proves arqueològiques que recolzin l'asseveració.

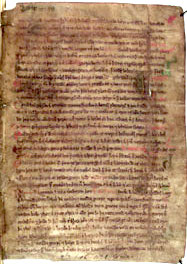
Pàgina del manuscrit Landnámabók a l'Institut Árni Magnússon, a Reykjavík.

A més de l'Islendigabók, els primers assentaments nòrdics són també descrits al Landnámabók (finals del segle xii). A mitjans del segle ix, mariners nòrdics van arribar a les illes Shetland i les Feroe. Alguns d'aquests navegants van desviar-se de la seva ruta i van arribar a la desconeguda Islàndia. Segons el Landnámabók, el primer noruec en trepitjar Islàndia fou un home provinent de la província d'Agder anomenat Naddoddr, que només romangué a l'illa per un breu període. Quan tornà a Noruega, va anomenar l'illa Snæland (Terra de neu). El nom amb què seria conegut posteriorment el país, Islàndia (Terra del gel), fou inventat per Flóki Vilgerðarson, també conegut com a Hrafna-Flóki (Corb-Flóki), qui passà l'hivern a la platja de Barðaströnd, al fiord Breida. La primera persona en passar un hivern a les terres de l'illa fou, però, el suec Gardar Svavarsson.
D'acord amb el Landnámabók, el primer assentament permanent fou fundat a Reykjavík el 874 per Ingólfur Arnarson, en el mateix lloc on actualment es troba la capital islandesa. Les investigacions arqueològiques han demostrat que a l'àrea de la ciutat actual hi hagué un assentament a la dècada del 870. En els següents anys van arribar més colons procedents de Noruega, probablement de les regions de Vestlandet i Hålogaland, així com de les colònies nòrdiques d'Irlanda, Escòcia, el nord d'Anglaterra, les Shetland, les Òrcades i les Feroe. Possiblement també hi arribaren colons des d'altres regions nòrdiques, com Suècia i Dinamarca, però en nombres considerablement menors.
Els que arribaren des de les Illes Britàniques potser portaren amb ells esclaus i servitud d'origen celta, com semblen demostrar-ho alguns estudis genètics en la població islandesa de l'any 2000, realitzats en el cromosoma Y (heretat entre homes), que suggereixen que entre el 20 i el 25% dels islandesos tindrien avantpassats irlandesos o celtes. Un altre estudi d'ADN mitocondrial (heretat només de la mare) suggereix que les arrels genètiques de la majoria de la població islandesa es troba principalment a Escandinàvia i a les Illes Britàniques, però també s'hi troben elements dels samis i de pobles de l'Europa Central.

## Assentaments
Els primers caps militars en arribar es van apropiar de la major part de la terra, que repartiren entre els colons arribats posteriorment. El clima era més benigne i, a més de tenir bestiar boví i oví, els pobladors també subsistien de la pesca i la caça de balenes i foques. L'aliment, però, era limitat.

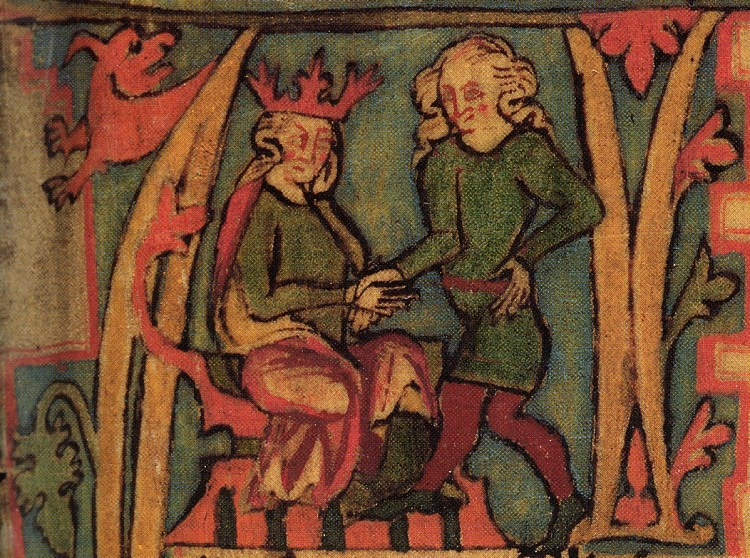
Harald I de Noruega hereta el tron de Noruega del seu pare.

El 1118 arribaren trenta-cinc vaixells, dels quals només vuit pogueren retornar a Noruega. La tripulació dels vint-i-set vaixells restants va haver de passar l'hivern a Islàndia, fet que provocà una escassetat d'aliment entre els pobladors de l'illa.
La immigració en massa s'explica amb la sobre-població de Noruega, però també amb el descontentament de cara a la formació d'un regne noruec unitari, que començà a forjar-se amb Harald I i que resultà en el debilitament dels poders locals. A principis del segle x, islandesos sota el comandament d'Èric el Roig van descobrir Groenlàndia i, al voltant de l'any 1000, membres d'una expedició liderada per Leif Eriksson (fill d'Èric el Roig) foren els primers europeus a trepitjar el continent americà. Tot i així, els seus primers intents per assentar-se en el Nou Món van fallar. Més tard van arribar a Islàndia escocesos i irlandesos, de manera que la població islandesa arribà als 40.000 habitants a mitjans del segle x.

## L'Alþingi

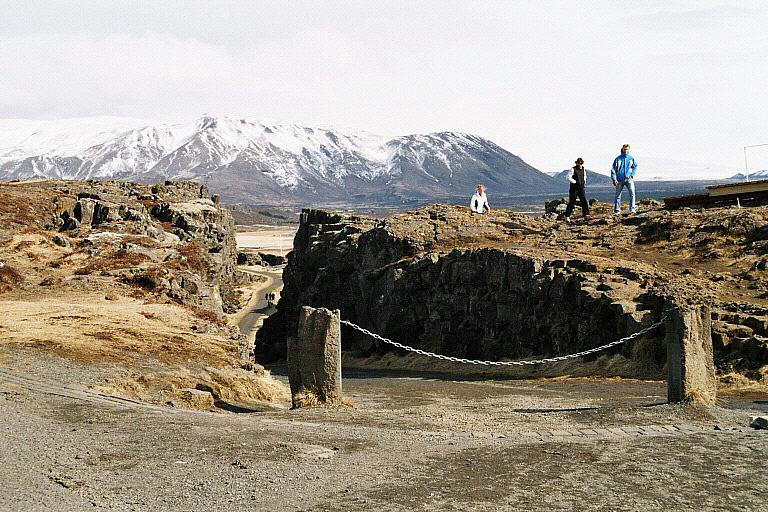
Þingvellir, seu de l'Alþingi.

Els nouvinguts es van organitzar en clans i assemblees, en les que un propietari de cada terra era acceptat com a goði (el que organitzava els sacrificis als déus) i líder. L'àrea d'influència d'un goði era un goðorð. La independència dels propietaris era gran, i les decisions comunes eren preses en una assemblea local. El 930 es reuniren a l'àrea de Þingvellir representants de tots els clans en una gran assemblea comuna, que fou anomenada Alþingi. Allí s'establiren noves lleis, es resolgueren pugnes i es jutjà als infractors. Les lleis no s'escrivien, sinó que eren memoritzades pel logsogumaðr ("el que diu les lleis"). Ulvljot fou el primer logsogumaðr, escollit per un període de tres anys. Prèviament, Ulvljot havia viatjat a Noruega per elaborar una llei comuna a tota Islàndia, la Llei d'Ulvljot, posada en pràctica el 930 i basada en la llei noruega del Gulating.

## Mancomunitat islandesa (930-1262)
La teòrica independència dels primitius colons noruecs va portar-los a organitzar-se políticament i a crear una espècie d'assemblea, l'Althing, que fou instituïda l'any 930, i és la primera organització que segurament ha funcionat en el món amb un caràcter nacional. Al segle xii es va produir la cristianització de l'illa.

## Islàndia governada pels reis noruecs i danesos (1262-1944)
El 1264, Haakón V de Noruega va aconseguir sotmetre'ls sota la seva autoritat. Aprofitant una forta crisi econòmica, canvià als seus habitants el subministrament econòmic per la sobirania. En ser nomenat rei de Dinamarca, Ólaf, fill de Haakón i de la princesa danesa Margarita, Islàndia passà a ser una part de Dinamarca. La Unió de Kalmar (1393) reafirmà els llaços de dependència que l'unien a Dinamarca. Islàndia va perdre els seus drets polítics, i s'hi imposà el luteranisme (1550).
El segle xviii va suposar un greu retrocés en el creixement de la població, provocat per epidèmies, erupcions volcàniques i fam; aquesta última motivada en gran manera per la mala administració econòmica de la Companyia danesa d'Islàndia, que controlava el comerç de l'illa.
El volcà Laki d'Islàndia va entrar en erupció el 1783, escopint 12,5 km³ de lava. Inundacions, cendres i fums van seguir a aquest desastre natural. Es compatibilitzaren 9.000 persones desaparegudes i un 80% dels animals morts. La fam subsegüent matà a una quarta part de la població de l'illa. Aquest període és conegut com "la boirina de vida difícil" (islandès: Móðuharðindin).
Fins al segle xix, l'ocupació fou acceptada sense que sorgissin problemes considerables, però el 1809 l'actitud de la Companyia danesa d'Islàndia i el fet que la monarquia, moguda per un criteri absolutista, suspengués l'Althing, van provocar el primer intent d'autonomia nacional. Els danesos van aconseguir mantenir l'autoritat, però l'ideal nacionalista ja estava en marxa sota el lideratge de Jón Sigurdsson (1811 - 1879), considerat un heroi nacional avui en dia.
El 1814, arran del tractat de Kiel, Islàndia passà a ser un territori danès i a poc a poc fou recuperant les seves institucions polítiques. El 1843 Cristià VIII restablí l'Assemblea Nacional amb caràcter d'òrgan consultiu i, el 1874, s'arribà a l'autonomia. Aquest procés va culminar l'1 de desembre de 1918 amb la consecució de l'autonomia política, en el marc d'una unió amb Dinamarca.
Durant la Segona Guerra Mundial, les tropes aliades ocuparen l'illa per a prevenir una ocupació alemanya.

## La República d'Islàndia

### Independència
El 23 de maig de 1944, Islàndia va declarar la seva independència, i el 17 de juny de 1944 es proclamà república, amb Sveinn Björnsson com a president. Va ingressar a l'OTAN i al Consell d'Europa (1949), i el 1953, al Consell Nòrdic. L'any 1951 Islàndia va cedir la base de Keflavík a les Forces Armades dels Estats Units d'Amèrica, que romangueren allí fins a l'any 2006. Entre 1959 i 1979 va estar al poder una coalició dels partits independentistes i socialdemòcrates. A partir de 1971, van tornar-se una sèrie de coalicions, algunes de vida efímera, que, tot i aglutinaren totes les forces polítiques del país, no van poder resoldre la greu crisi econòmica.

### Guerres del Bacallà
Entre 1964 i 1976 van succeir-se una sèrie de conflictes amb el Regne Unit motivats per l'ampliació de les aigües jurisdiccionals d'Islàndia (12 milles marines el 1964, 50 el 1972 i 200 el 1975). Les anomenades Guerres del Bacallà van provocar una situació de guerra freda entre ambdós països, que es resolgué finalment a favor d'Islàndia.

### Dècada del 1980
El juny del 1980 Islàndia es convertí en el primer país europeu en què una dona, Vigdís Finnbogadóttir, guanyava les eleccions presidencials. L'agost de 1984, sense que se celebressin eleccions per falta de candidats, Vigdís Finnbogadóttir tornà a ser nomenada president per uns altres quatre anys. Després d'una campanya dominada per la presència militar dels Estats Units a l'illa i les denúncies de corrupció de funcionaris, el 25 d'abril de 1987 els islandesos van concórrer a les urnes. La pèrdua de vots dels partits en el govern, el de la Independència i el Progressista, es resolgué amb un nou gabinet de coalició en què s'integraren els socialdemòcrates, presidits per Þorsteinn Pálsson, líder del conservador Partit de la Independència. L'agost de 1988, per discrepàncies sobre la política econòmica, progressistes i socialdemòcrates van abandonar la coalició i una vegada més va assumir el càrrec de primer ministre Steingrímur Hermannsson, líder del Partit Progressista (28 de setembre), en coalició amb els socialdemòcrates i l'Aliança del Poble. Amb una inflació superior al 25% i el sector pesquer en greus dificultats, Hermansson va mantenir una política decididament deflaccionària (tres devaluacions de la corona l'any 1988 i una altra a principis del 1989) que va fer minvar la seva popularitat, tot i els resultats positius.

## Govern de centredreta
En les eleccions generals del 20 d'abril de 1991 es va produir una clara recuperació del Partit de la Independència, i el seu líder Davíð Oddsson, alcalde de Reykjavík, va formar govern amb el suport del Partit Popular. Aquesta coalició va tornar a vèncer en les eleccions de 1995. En les eleccions del 27 de juny de 1992, la presidenta Vigdís Finnbogadóttir fou, com en l'any 1988, l'única candidata, resultant elegida sense votació per un nou mandat. Tot i això, en les noves eleccions de 1996, fou derrotada per Ólafur Ragnar Grímsson, qui la substituí en la presidència de la república. El 1999 Oddsson va ser reelegit.

## Crisi financera
L'octubre del 2008, producte de la crisi financera, el sistema bancari islandès va ensorrar-se, obligant Islàndia a demanar grans préstecs a l'FMI i a països amics. Protestes generalitzades a finals de 2008 i 2009 van donar lloc a la dimissió del govern de Geir Haarde, que fou substituït l'1 de febrer de 2009 per una coalició integrada per l'Aliança Socialdemòcrata i el Moviment d'Esquerra-Verda. La socialdemòcrata Jóhanna Sigurðardóttir fou nomenada primera ministra, i es convertí en la primera dona cap de govern obertament lesbiana de l'era moderna.
En les eleccions del 26 d'abril de 2009, la coalició de socialdemòcrates i esquerres verdes obtingué una contundent victòria, guanyant 34 dels 63 escons del parlament i confirmant a Jóhanna Sigurðardóttir al capdavant del govern.